# 上海日报
上海日报（Shanghai Daily）是一份由上海报业集团（原属于文汇新民联合报业集团）出版发行的英语新闻报纸。

## 历史
该报是中国第一份地方性的英语日报，由文汇新民联合报业集团于1999年10月创刊，从2005年开始，该报的发行区域扩展到了整个长三角地区。

## 特色
该报与许多其他的英语报刊不同，在其发行地区有广大的读者群体，但其零售地点相对较少，许多东方书报亭（（页面存档备份，存于））都无法购买到该报，而所有轨道交通站点的报刊零售网点中却都能够买到它。
上海日报的内容还是版式都尽量贴近外国发行的小报，报刊中亦有专版是一些漫画和数独游戏，同时它所报道的新闻也和所有中文报刊同步，更着重经济新闻。与中国日报不同，上海日报是以小型纸张印刷发行的，报纸中有大量的生活信息，所以受到部分外籍人士和入境游客的青睐。一些英语学习者也通过订阅上海日报来提高自己的英语能力。
环球时报英文版已自2010年4月起在上海地区随之发行都市上海版。但就目前而言环球时报与上海日报的差距仍较大，尚不能撼动上海日报在长三角地区的重要性。

## 网站和网络版报纸
不同于许多报纸，该报每天都会放出当日报纸的原版PDF文档下载（收费）。

## 新媒体业务
上海日报在新媒体业务发展时间很早，现在上海日报的新媒体终端(SHINE)已覆盖了iPhone、iPad、Amazon Kindle、BlackBerry、PlayBook、Symbian等多个平台。